# Едвард Шварц
Едвард Шварц (нім. Eduard Schwartz (22 серпня 1858, Кіль, Шлезвіг-Гольштейн (нині Німеччина) — 13 лютого 1940, Мюнхен, Німеччина) — німецький лінгвіст, історик.

## Життєпис
Народився в Кілі, навчався в Германа Зауппе в Геттінгенському університеті, Германа Узенера та Франца Бюхлера в Боннському університеті, Теодора Моммзена в Гумбольдтському університеті Берліна та Ульріха фон Віламовіця-Меллендорфа в Грайфсвальдському університеті. У 1880 році він отримав докторський ступінь у Боннському університеті.
У 1884 році став викладачем в Бонні, згодом був призначений професором класичної філології в Ростоцького університету (1887 рік). Згодом став професором в університетах Гіссена (1893), Страсбурга (1897), Геттінгена (1902) та Фрайбурга (1909). У 1914 році повернувся в Страсбург, де він працював на посаді ректора університету в 1915/16 роках. У 1919 році замінив Отто Крузіуса в Мюнхенському університеті, де й працював до самої смерті. 
Був членом академій у Берліні, Гейдельберзі, Мюнхені, Відня, Страсбурга, Санкт-Петербурга, Копенгагена, Будапешта та Стокгольма, що стало підтвердженням його репутації в наукових колах. В 1919 році з нагоди свого 400-річчя Страсбурзький університет призначив його своїм почесним членом. З 1919 року був дійсним членом Баварської академії наук, а з 1927 по 1930 роки обіймав посаду її Президента. У 1928 році став публічним прихильником Народного руху Німеччини, а також активним учасником антисемітської боротьби на Конференції німецької культури. У 1936 році був знову обраний членом Баварської академії наук, але міністр освіти Райху Бернхард Руст призначив на цю посаду нациста Карла-Александра фон Мюллера.
Опублікував безліч статей та наукових праць в області грецької та римської історії, в тому числі й щодо змови Катіліни. Його найбільшим вкладом стало виданням актів Вселенських соборів (ACO), починаючи з Ефеса (431) й більш пізні. Історичні праці Шварца (з деякими уточненнями та доповненнями) мають наукову цінність й зараз.
Помер в Мюнхені в 1940 році.